# San Bernardino

För olika betydelser, se San Bernardino (olika betydelser).  För bergspasset i Alperna, se San Bernardinopasset.  
San Bernardino är huvudort i San Bernardino County i Kalifornien. I staden bor 209 924 invånare (2010) på en yta av 202,4 km². San Bernardino ligger öster om Los Angeles och har blivit en del av metropolens storstadsområde. I San Bernardino finns California State University San Bernardino. Hells Angels har sitt ursprung i San Bernardino.
Världens första McDonaldsrestaurang öppnades i San Bernardino 1948. 
14 personer dödades och 21 skadades den 2 december 2015 vid massakern i Inland Regional Center som kom att kallas för San Bernardino-massakern internationellt.